# 美松艶子
美松 艶子（みまつ つやこ）は、日本の女優。

## 出演

### 映画
- 「鬼面竜騎隊」（1957年11月10日） - あき
- 「幕末残酷物語」（1964年12月12日） - キヨ
- 「湖の琴」（1966年11月13日） - お仲
- 「徳川女刑罰史」（1968年9月28日） - 月照
- 「ラグビー野郎」（1976年5月15日） - 矢吹くめ
- 「好色源平絵巻」（1977年10月22日） - 関屋
- 「その後の仁義なき戦い」（1979年5月26日） - 女
- 「魔界転生」（1981年6月6日）
- 「伊賀忍法帖」（1982年12月18日）
- 「陽暉楼」（1983年9月10日） - 仲居

### テレビドラマ
- 「素浪人 月影兵庫」第1話（1965年10月19日、テレビ朝日） - 飯屋の女房
- 用心棒シリーズ（テレビ朝日）
  - 「俺は用心棒」
    - 第7話「蒼い獸たち」（1967年5月15日）
    - 第16話「志士の写本」（1967年7月17日）

  - 「待っていた用心棒」
    - 第20話「遠い国からの客」（1968年6月10日）
    - 第25話「ただ一人の女」（1968年7月15日）

  - 「用心棒シリーズ 俺は用心棒」第16話（1969年7月21日）
- 「銭形平次」（フジテレビ）
  - 第93話「万七手柄」（1968年2月7日） - おいち
  - 第174話「神かくし」（1969年8月27日） - 駄菓子屋のお内儀
  - 第216話「龍巻組始末」（1970年6月24日） - おとき
  - 第314話「雨傘を干す女」（1972年5月10日）
  - 第335話「おしのが帰って来た」（1972年10月4日）
  - 第383話「悪の細道」（1973年9月5日） - 女中頭
  - 第505話「上方から来た男」（1976年1月21日） - お咲
  - 第572話「むささび小僧」（1977年5月4日） - 尼僧
  - 第589話「岬に立つ少年」（1977年9月14日） - おとき
  - 第607話「岡っ引きの女房」（1978年1月25日）
  - 第626話「見習同心心得帳」（1978年6月14日） - おふじ
  - 第646話「十手に賭けたお静の命」（1978年11月15日）
  - 第665話「殉職 榊同心」（1979年3月28日）
  - 第870話「はやり風邪」（1983年11月16日）
- 「旅がらすくれないお仙」第8話（1968年11月24日、テレビ朝日）
- 「天を斬る」（1969年10月6日 - 1970年3月30日、テレビ朝日）
- 「大坂城の女」（フジテレビ）
  - 第5話「寧々と茶々」（1970年1月31日） - 丹羽長好夫人
  - 第37話「憂愁の千姫」（1970年9月12日） - 侍女
- 「燃えよ剣」第12話（1970年6月17日、テレビ朝日） - 料亭の女将
- 「大岡越前」（TBS）
  - 「大岡越前 第1部」第16話（1970年6月29日） - 長屋の女房
  - 「大岡越前 第3部」第12話（1972年8月28日） - おくめの母親
  - 「 大岡越前 第4部」第23話（1975年3月10日） - かみさん
  - 「大岡越前 第8部」
    - 第11話「十手に隠れた悪企み」（1984年10月1日）
    - 第17話「らくだが死んだ」（1984年11月12日） - おかね
    - 第21話「凶賊お役者小僧」（1984年12月10日）

  - 「大岡越前 第9部」
    - 第5話「忠相を慕う女」（1985年11月25日） - 長屋のおかみさん
    - 第12話「縛られたお地蔵様」（1986年1月13日） - 新吉の母親
    - 第17話「謎の女賊は恩人の娘」（1986年2月17日） - 梅乃井の女将

  - 「大岡越前 第14部」第2話（1996年6月24日）
  - 「大岡越前 第15部」第6話（1998年10月5日）
- 遠山の金さんシリーズ（テレビ朝日）
  - 「遠山の金さん捕物帳」
    - 第9話「役者がほれた女」（1970年9月6日） - 矢場の女
    - 第45話「奉行に挑んだ女」（1971年5月16日） - 居酒屋の女将
    - 第58話「牡丹燈籠の女」（1971年8月15日） - お六
    - 第73話「かどわかした男」（1971年11月28日） - 長屋のおかみさん
    - 第93話「虎が惚れた女」（1972年4月16日） - おかみさん
    - 第147話「獄門台が招く女」（1973年4月29日）

  - 「遠山の金さん」第50話（1976年9月16日）
  - 「遠山の金さん」
    - 第16話「地獄をのぞいた犬と少年!」（1982年7月22日）
    - 第22話「夕陽の渡世人! 子連れ旅でござんす」（1982年9月2日）
    - 第28話「手裏剣使いの女参上!」（1982年10月21日）
    - 第54話「お弓が三人! ホンモノは誰だ!?」（1983年5月19日）
    - 第67話「赤い疑惑を胸に旅する少女!」（1983年8月25日）
    - 第91話「京の貴公子・綾小路菊麿さまお成り!」（1984年3月29日）
    - 第100話「幻の秘宝・奥能登から来た女!」（1984年6月14日）
    - 第105話「うたかたの夢・悪夢を見た華園の女!」（1984年7月19日）
    - 第137話「女子連れ旅・人の情けはいりませぬ!」（1985年4月18日）
    - 第154話「未婚の母! 愛の子育て夢日記」（1985年9月5日）

  - 「遠山の金さんII」
    - 第2話「神田川伝説! 女ひとすじ友禅模様!」（1985年10月22日）
    - 第26話「愛を知らない女の愛!」（1986年5月13日）
    - 第33話「男ひとり・流れのままに!」（1986年7月8日）

  - 「名奉行 遠山の金さん」
    - 第9話「正当防衛の男?」（1988年6月30日）
    - 第22話「花の吉原遊女斬り」（1988年11月17日）
- 「徳川おんな絵巻」第19話・第20話（1971年2月6日・2月13日、フジテレビ） - 小芳
- 「清水次郎長」第1話（1971年5月8日、フジテレビ）
- 「水戸黄門」（TBS）
  - 「水戸黄門 第3部」第23話（1972年5月1日） - 女中
  - 「水戸黄門 第4部」第22話（1973年6月18日） - おかみさん
  - 「水戸黄門 第6部」第19話「仇討ち！阿波踊り -徳島-」（1975年8月4日） - 町の女性
  - 「水戸黄門 第8部」第1話「薩摩へ向う世直し旅 -江戸-」（1977年7月18日） - 侍女
  - 「水戸黄門 第10部」
    - 第2話「女度胸の鉄火肌 -神奈川-」（1979年8月20日） - 与兵衛の妻
    - 第15話「京の都の悪退治 -京-」（1979年11月19日） - あけぼのの女将

  - 「水戸黄門 第12部」第1話「讃岐への旅立ち -水戸・江戸-」（1981年8月31日）
  - 「水戸黄門 第14部」
    - 第2話「悪を斬る! 白狐の剣 -郡山-」（1983年11月7日） - おきみの母親
    - 第12話「偽黄門の悪退治 -大館-」（1984年1月16日） - 女房

  - 「水戸黄門 第15部」第37話「悪乗り八兵衛若旦那 -熊谷-」（1985年10月7日） - 飯屋の女将
  - 「水戸黄門 第16部」
    - 第9話「闇を裂く忍びの死闘 -吉野-」（1986年6月23日） - 百姓の女房
    - 第15話「娘が消えた縮緬の里 -宮津-」（1986年8月4日） - 百姓の女房

  - 「水戸黄門 第17部」第15話「南国土佐のいごっそ女房 -高知-」（1987年12月7日） - 旅籠の女中
  - 「水戸黄門 第18部」第16話（1988年12月26日） - 老女中
  - 「水戸黄門 第19部」第8話（1989年11月13日） - 大野屋の女中
  - 「水戸黄門 第20部」
    - 第7話「怨みを買った女医師」（1990年12月17日） - おまつ
    - 第16話「男意気地の博多節」（1991年2月25日） - 茶店の婆さん

  - 「水戸黄門 第21部」
    - 第17話「御老公の盗っ人仁義」（1992年7月27日） - みやげ屋の婆や
    - 第20話「悲願を秘めた鬼代官」（1992年8月17日） - 与吉の母
    - 第30話「帰らぬ夫は凶状持ち」（1992年10月26日） - 旅籠の老女中

  - 「水戸黄門 第24部」第30話（1996年4月22日）
- 「眠狂四郎」第4話（1972年10月24日、フジテレビ）
- 「長谷川伸シリーズ」（テレビ朝日）
  - 第5話「町のいれずみ者」（1972年11月1日）
  - 第18話「暗闇の丑松」（1973年1月31日）
- 「二人の素浪人」第10話（1972年11月4日、フジテレビ）
- 「新選組」第1話（1973年4月5日、フジテレビ）
- 「素浪人 天下太平」第15話（1973年7月12日、テレビ朝日）
- 「江戸を斬る」（TBS）
- 「江戸を斬る 梓右近隠密帳」第1話（1973年9月24日） - 母親 
  - 「江戸を斬るIII」
    - 第5話「人情遠山裁き」（1977年2月14日） - おかみさん
    - 第9話「暗闇の追跡」（1977年3月14日） - 金物屋の妻

  - 「江戸を斬るV」
    - 第2話「娘軽業決死の仇討」（1980年2月25日） - 女房
    - 第14話「女賊を泊めた同心父子」（1980年5月19日）

  - 「江戸を斬るVI」
    - 第8話「義賊うの字小僧」（1981年4月6日）
    - 第14話「親子を結ぶ情捕縄」（1981年5月18日） - 主婦
    - 第17話「おゆきに惚れたいい男」（1981年6月8日）

  - 「江戸を斬るVII」
    - 第7話「恐怖の凶賊紅蝙蝠」（1987年3月9日）
    - 第25話「願い叶えた千両富」（1987年7月13日）

  - 「江戸を斬るVIII」第10話（1994年4月4日）
- 「隠密剣士」第8話（1973年11月25日、TBS） - 百姓女
- 「次郎長三国志」第16話（1974年7月22日、テレビ朝日）
- 「影同心II」第11話（1975年12月27日、TBS）
- 「桃太郎侍」（日本テレビ）
  - 第4話「甘くて苦い恋弁当」（1976年10月24日）
  - 第64話「さよならだけが人生だ」（1977年12月25日）
  - 第106話「十手持ちにご用心」（1978年10月22日）
  - 第128話「琉球を食う鬼退治」（1979年4月1日）
  - 第139話「奇跡を運ぶ白い鳩」（1979年6月17日）
  - 第176話「お江戸結婚相談所」（1980年3月2日）
  - 第193話「お化け長屋の牛騒動」（1980年6月29日）
  - 第202話「大江戸翔んでる女たち」（1980年8月31日）
  - 第255話「お化け長屋の御隠居さん」（1981年9月6日）
- 「五街道まっしぐら!」第3話（1976年10月30日、テレビ朝日）
- 「暴れん坊将軍」（テレビ朝日）
  - 「吉宗評判記 暴れん坊将軍」
    - 第1話「春一番! 江戸の明星」（1978年1月7日） - 蕎麦屋の女将
    - 第12話「紀州から来た凄い女」（1978年4月1日） - 中﨟
    - 第25話「素破!天下の一大事」（1978年7月8日） - 町人
    - 第33話「天下御免の大名じるこ」（1978年9月30日） - 女中
    - 第43話「お庭番非情!」（1978年12月16日） - 大奥の御女中
    - 第50話「味一番!細腕べんとう」（1979年2月3日） - 女将
    - 第92話「乾盃!藪医者」（1979年12月22日） - 女
    - 第102話「悪党の首まで取った借金取り」（1980年3月1日） - 庄助の妻
    - 第113話「どうにも止まらなかった男」（1980年5月24日） - 母親
    - 第131話「蜆汁から弾丸が出た!」（1980年10月4日） - お徳
    - 第140話「天下御免のあばれ槍」（1980年12月6日） - ふじ
    - 第150話「花も恥じらう白浪渡世」（1981年2月28日） - 仲居
    - 第164話「心の鎖は人情で裂け!」（1981年6月13日） - 百姓 女房
    - 第190話「日本一の雨男」（1981年12月19日） - 八重の母

  - 「暴れん坊将軍II」
    - 第19話「妻は長良のひと柱」（1983年7月16日） - 静江
    - 第41話「嵐を呼んだ身代わり観音」（1983年12月24日） - 長屋の女房
    - 第47話「天下御免のじゃじゃ馬馴らし」（1984年2月11日） - 母親
    - 第69話「さらば百人力の片想い!」（1984年7月28日） - 仲居
    - 第80話「黒髪の刺客 吉宗を狙え!」（1984年10月20日） - 御錠口衆
    - 第110話「あらイヤだ! 魚の心は恋ごころ」（1985年6月6日） - 仲居
    - 第118話「吉宗がまさか! 結婚詐欺!?」（1985年8月10日） - 茂兵衛の女房
    - 第154話「吉宗婚約 五郎左は家出!?」（1986年5月31日） - 女中
    - 第167話「哀しい夜明けを待つ女!」（1986年9月13日） - 女客

  - 「暴れん坊将軍III」
    - 第3話「これぞ庶民の目安箱」（1988年1月23日） - お幸
    - 第4話「血ぬりの一文銭」（1988年1月30日） - 舟宿の女中
    - 第51話「庶民の夢を喰った奴!」（1989年2月11日） - 女
    - 第81話「八百八町を狙う公家剣法!」（1989年9月23日） - 内儀
    - 第92話「誰がために母は泣く!」（1989年12月23日） - 女将
    - 第123話「愛の漁火、九十九里に消えて」（1990年8月11日） - 風車売り

  - 「暴れん坊将軍IV」
    - 第6話「天晴れ! 孝行息子に名裁き」（1991年5月11日） - 野次馬
    - 第24話「汚名を晴らした恋女房」（1991年9月14日） - 和馬の母

  - 「暴れん坊将軍VI」第22話（1995年4月1日） - 妻
- 「人形佐七捕物帳」（テレビ朝日）
  - 第4話「過去を見失った男」（1977年4月30日） - 矢場の女
  - 第7話「十手嵐の晴れ祝言」（1977年5月21日） - 矢場の女
  - 第19話「贋金を裂く仮親子」（1977年8月27日） - 長屋のおかみ
- 「柳生一族の陰謀」第17話（1979年1月23日、フジテレビ）
- 「長七郎天下ご免!」（テレビ朝日）
  - 第4話「変身!炎の京人形」（1979年11月15日）
  - 第29話「紫頭巾の女」（1980年5月22日） - おまさ
  - 第36話「肝っ玉かみなり娘」（1980年7月10日） - 女房
  - 第43話「死に損ないの夢に咲け!」（1980年9月11日） - 女中
  - 第78話「姉弟のいのち!仙十郎受難」（1981年6月25日） - 長屋のおかみさん
- 影の軍団シリーズ（フジテレビ）
  - 「服部半蔵 影の軍団」第16話「ヤバイ女に手を出すな」（1980年7月15日）
  - 「影の軍団II」
    - 第8話「戦慄！尼僧の赤い唇」（1981年11月24日）
    - 第21話「妖拳！蛇皮線の女」（1982年2月16日）- 母親
    - 第24話「くノ一秘法“双面の術”」（1982年3月16日）

  - 「影の軍団III」
    - 第17話「満月の夜に鬼女が笑う」（1982年7月27日）
    - 第22話「地獄から来た赤ん坊」（1982年8月31日）
    - 最終話「さらば! 影の軍団」（1982年9月28日）
- 「悪党狩り」（テレビ東京）
  - 第11話「地獄に咲いた花」（1980年12月17日）
  - 第12話「妻恋い侠客道」（1980年12月24日）
  - 最終話「仇討無情」（1981年3月25日）
- 「松平右近事件帳」（日本テレビ）
  - 第1話（1982年3月28日）
  - 最終話（1983年3月20日）
- 「源九郎旅日記 葵の暴れん坊」（テレビ朝日）
  - 第9話「ちゃんが命のざんげ金」（1982年7月3日） - 女郎
  - 第16話「姫のお国の幽霊武者」（1982年8月28日） - 政枝
- 時代劇スペシャル「髑髏検校」（1982年8月20日、フジテレビ）
- 「柳生十兵衛あばれ旅」第11話（1982年12月28日、テレビ朝日）
- 「大奥」第3話（1983年4月19日、フジテレビ）
- 「長七郎江戸日記」（日本テレビ）
  - 第17話「はぐれ千鳥」（1984年2月14日）
  - 第52話「幻の母を見た」（1985年2月26日）
  - 第110話「寺子屋ぎらい」（1986年10月21日）
- 「夏の怪談シリーズ」第1話（1984年7月19日、フジテレビ）
- 必殺シリーズ（テレビ朝日）
  - 「必殺仕切人」
    - 第1話「もしも大奥に古狸がいたら」（1984年8月31日） - お文
    - 第15話「もしも珍発明展が開かれたら」（1984年12月7日） - お峰
    - 最終話「もしもソックリの殺し屋が現れたら」（1984年12月28日） - 老妻

  - 「必殺仕事人V・激闘編」第26話（1986年6月6日）
- 傑作時代劇「上意討ち」（1987年7月2日、テレビ朝日）
- 「三匹が斬る!」第7話（1987年12月3日、テレビ朝日）
- TBS大型時代劇スペシャル「徳川家康」（1988年1月1日、TBS）
- 「翔んでる!平賀源内」（TBS）
  - 第6話「疑惑の十段」（1989年6月12日）
  - 第9話「殺意が潜む大井川」（1989年7月3日）
- 男と女のミステリー「 京都グルメ旅行殺人事件 男女七人同窓生連続殺人！破られた写真とイニシャルの謎」（1989年9月15日、フジテレビ）
- 「将軍家光忍び旅」（テレビ朝日）
  - 「将軍家光忍び旅」第6話（1990年11月17日） - おとく
  - 「将軍家光忍び旅II」第6話（1992年11月7日） - 老婆
- 「八百八町夢日記」第21話（1990年3月27日、NHK）
- 風流太平記「密命」（1990年10月7日、日本テレビ）
- 「ねずみ小僧次郎吉 〜勢揃い菊五郎劇団世直し義賊大奥秘話〜」（1992年12月25日、TBS）
- 「銭形平次 第3シリーズ」第1話（1993年5月19日、フジテレビ）
- 「京都迷宮案内」（テレビ朝日）
  - 「京都迷宮案内 第1シリーズ」第1話・第3話・第5話 - 第7話・最終話（1999年1月14日・1月28日・2月11日 - 2月25日・3月11日）
  - 「京都迷宮案内 第3シリーズ」第1話 - 最終話（2001年1月18日 - 6月21日） - 掃除のおばちゃん
  - 「京都迷宮案内 時効直前、15年目の真実！美容師殺しが呼ぶ新たな殺意 京都〜函館、哀しみの女がさまよう果てに」（2001年10月4日） - 掃除のおばちゃん
  - 「京都迷宮案内 第4シリーズ」第2話（2002年1月17日） - 掃除のおばちゃん
  - 「京都迷宮案内 第5シリーズ」（2003年1月9日 - 3月20日） - 掃除のおばちゃん
- 「大江戸を駈ける!」第13話（2001年2月19日、TBS）

### 特撮
- 「仮面の忍者 赤影」第3話（1967年4月19日、フジテレビ） - 村人
- 「宇宙からのメッセージ・銀河大戦」第5話（1978年8月12日、テレビ朝日）